# Kalliopé

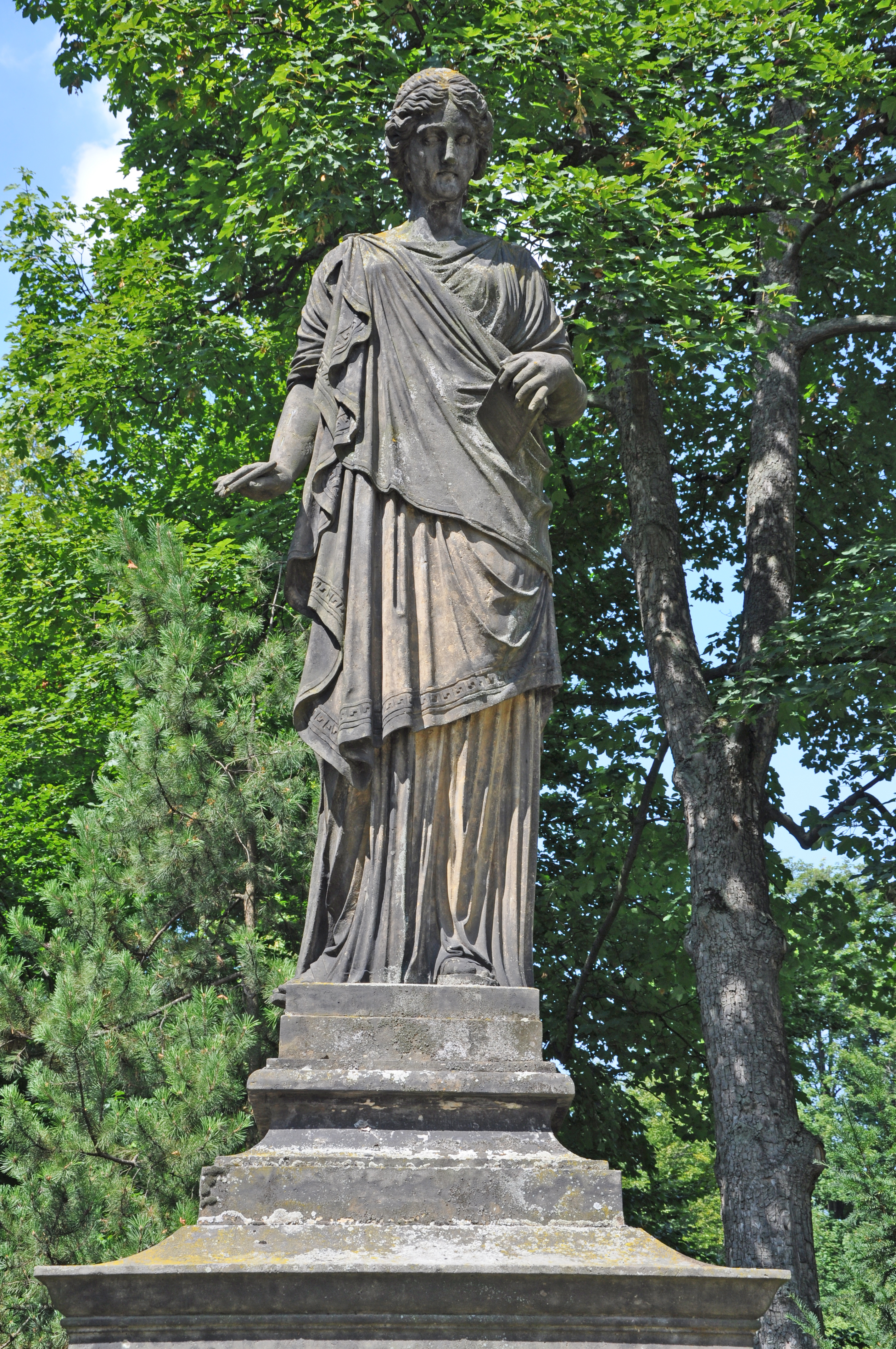
Socha Kalliopé v chrudimském Městském parku.

Kalliopé (latinsky Calliope, řecky Καλλιόπη – vlastně Krasohlasá) je v řecké mytologii dcera nejvyššího boha Dia a bohyně paměti Mnémosyné. Jde o Múzu epického básnictví.
Kalliopé měla syna Orfea, jehož otcem byl thrácký král Oiagros (nebo bůh Apollón), další Apollónův syn byl Ialemos, pěvec truchlivých písní, zemřel mlád. Jeho bratr Linos byl slavný pěvec, který neměl konkurenci. Také prý byl učitelem hudby, a to samotného Hérakla, který ho právě kvůli vyučování hře na lyru zabil kvůli častému vytýkání chyb. Jinde se ale tvrdí, že ho zabil sám bůh Apollón, kterého syn v hudbě a zpěvu předčil. Dále se uvádí, že Kalliopé je i matkou Sirén, jsou však uváděny i jiné Múzy.

## Odraz v umění
- Jedna z nejlepších soch Kalliopé je ve Vatikánském muzeu (římská kopie z 3. až 2. stol. př. n. l.)
- četné další sochy jsou v Národním muzeu v Neapoli, v pařížském Louvru a v mnichovské Glyptothéce.